# Programy komputerowe do gry w go
Programy komputerowe do gry w go – ogół programów komputerowych umożliwiających grę w go z komputerem, grę parze graczy na jednym komputerze, grę z innymi graczami przez sieć, oglądanie i edycję zapisanych wcześniej gier, zarządzania bazami danych gier (Kombilo), udostępniania diagramów go w internecie (gowiki) itp.

## Funkcje
Programy do gry spełniają wiele funkcji:
- umożliwiają grę z komputerem,
- umożliwiają grę parze graczy na jednym komputerze,
- umożliwiają grę z innymi graczami przez sieć; najpopularniejszą z sieci jest IGS, inne to m.in. NNGS, KGS oraz go udostępniane na serwerach do wielu gier, takich jak np. kurnik.pl,
- przeglądanie i edycję plików z zapisem gry (najpopularniejszy format SGF), które mogą też zawierać komentarze, alternatywne ruchy i inne dane,
- zarządzanie zbiorami gier, przeszukiwanie ich i robienie statystyk i zestawień.

## Algorytmy
W przeciwieństwie do szachów, w których komputery z łatwością pokonują każdego gracza, w go komputery grają słabo. Metody użyte w szachach to ewaluacja drzewa gry - pomijając optymalizacje liczy się wszystkie możliwe ruchy z danej pozycji do pewnej głębokości, po czym ocenia się wyniki końcowe po tych ruchach i dobiera ruch, który gwarantuje najlepszy minimalny wynik. Na początek używa się księgi otwarć, która opisuje typowe rozpoczęcia, gdy przeszukiwanie drzewa gry w głąb nie dawałoby jeszcze dobrych wyników.
W go taka metoda całkowicie zawodzi:
- zamiast kilku-kilkunastu możliwych ruchów, za każdym razem jest ich do wyboru kilkaset, a nawet po intensywnym cięciu, kilkadziesiąt
- efekt ruchu często objawia się po kilkudziesięciu czy kilkuset posunięciach
- efekty nie są lokalne - kamień w jednym miejscu planszy wpływa na całą planszę i to w nietrywialny sposób
- ocena siły pozycji jest wyjątkowo trudna - banalne stwierdzenie czy dana grupa jest żywa, czy też nie, jest dla komputera problemem praktycznie nierozstrzygalnym, nie mówiąc już o głębszych zależnościach znanych każdemu praktycznie amatorowi.
- nie można napisać sensownej księgi otwarć - już po 2-3 konserwatywnych ruchach każdej ze stron, są możliwe tysiące pozycji, a typowe zagrania (joseki) zależą mocno od sytuacji na planszy, tak że komputer, który na ślepo próbuje je grać kończy z wysoce nieoptymalnym wynikiem.

Najlepsze programy grające w go analizują więc do "głębokości" bliższych używanym przez ludzi, niż ma to miejsce w przypadku programów grających w szachy.
Pierwsze wersje komputerowych graczy nie stanowiły wyzwania, nawet wspomożone wysokim handicapem. Z czasem programy wykorzystujące metodę Monte-Carlo Tree Search przekroczyły barierę siły 1 dan. Kolejnym przełomem był program AlphaGo, który w 2016 i 2017 pokonał graczy ze światowej czołówki.